# Belpahar
Belpahar é uma cidade e uma notified area committee no distrito de Jharsuguda, no estado indiano de Orissa.

## Demografia
Segundo o censo de 2001, Belpahar tinha uma população de 32,807 habitantes. Os indivíduos do sexo masculino constituem 54% da população e os do sexo feminino 46%. Belpahar tem uma taxa de literacia de 70%, superior à média nacional de 59.5%; com 60% para o sexo masculino e 40% para o sexo feminino. 11% da população está abaixo dos 6 anos de idade.